# Le Cas 39
Pour plus de détails, voir Fiche technique et Distribution.
Le Cas 39 (Case 39) est un film américain réalisé par Christian Alvart, sorti en 2009.

## Synopsis
Emily, assistante sociale, est chargée de s'occuper du dossier troublant de Lillith Sullivan, une petite fille au passé mystérieux.
Lorsque Emily tente d'aider Lillith en l'accueillant chez elle, elle découvre à ses dépens la face cachée de la petite fille. La vie d'Emily va devenir un vrai cauchemar, car Lillith est une jeune démone.

## Fiche technique
Sauf indication contraire, les informations mentionnées dans cette section peuvent être confirmées par la base de données cinématographiques IMDb,  présente dans la section « Liens externes ».
- Titre original : Case 39
- Titre français : Le Cas 39
- Réalisation : Christian Alvart
- Scénario : Ray Wright
- Direction artistique : Ross Dempster
- Décors : John Willett
- Costumes : Monique Prudhomme
- Photographie : Hagen Bogdanski
- Son : Darren Brisker
- Montage : Mark Goldblatt
- Musique : Michl Britsch
- Production : Steve Golin et Kevin Misher (en)
  - Coproduction : Lisa Bruce et Alix Madigan
- Sociétés de production : Paramount Vantage, Misher Films, Anonymous Content et Case 39 Productions
- Sociétés de distribution : Paramount Pictures
- Budget : 26 000 000 $[1]
- Pays d'origine :  États-Unis,  Canada
- Langue originale : anglais
- Format : couleur - 35 mm - 2,35:1 - son Dolby Digital / DTS / SDDS
- Genre : horreur, thriller
- Durée : 109 minutes
- Date de sortie :
  - Nouvelle-Zélande : 13 août 2009
  - France : 6 juillet 2010 (VàD)
  - États-Unis et Canada : 1er octobre 2010
- Interdit aux moins de 12 ans

## Distribution
- Renée Zellweger (VF : Julie Dumas) : Emily Jenkins
- Jodelle Ferland (VF : Lisa Caruso) : Lillith Sullivan
- Ian McShane (VF : Patrick Floersheim) : détective Mike Barron
- Bradley Cooper (VF : Alexis Victor) : Douglas J. Ames
- Callum Keith Rennie (VF : Emmanuel Jacomy) : Edward Sullivan
- Kerry O'Malley (VF : Marjorie Frantz) : Margaret Sheridan
- Adrian Lester (VF : Xavier Fagnon) : Wayne
- Philip Cabrita (VF : Cédric Dumond) : Javier Ramirez
- Alexander Conti (en) (VF : Gabriel Bismuth-Bienaimé) : Diego
- Cynthia Stevenson (VF : Nathalie Régnier) : Nancy
- Georgia Craig (en) : Denise

Sources et légendes : version française (VF) sur RS Doublage et AlloDoublage

## Sortie
Initialement prévu pour sortir en août 2008, mais a été repoussé pour le 10 avril 2009 puis pour janvier 2010[réf. nécessaire]. Finalement, le film sort aux États-Unis et au Canada le 1er octobre 2010.